# Karla Díaz-Leal Arreguín
Karla Haydée Díaz-Leal Arreguín (Ciudad de México; 18 de abril de 1984) conocida simplemente como Karla Díaz, es una actriz, cantante, conductora de televisión e influencer mexicana. Es reconocida por ser integrante del grupo pop JNS y por ser conductora en el programa web, Pinky Promise.

## Biografía

### Primeros años
Es la segunda de tres hijos. Tiene una hermana mayor y un hermano menor, con quienes nunca ha dejado de convivir en el mismo seno de su hogar y quienes son sus acompañantes en la actualidad en todos y cada uno de sus proyectos.

### Jeans
Entró a Jeans en diciembre de 1996 en sustitución de Tábatha Vizuet, quien se retiró por desacuerdos con Paty Sirvent y Angie Taddei. Al desintegrarse el grupo, Karla también rompió relaciones con la familia Sirvent por diversas razones, muchas de las cuales ya se conocían por casi todas las demás exintegrantes: Falta de pagos, maltrato psicológico, abuso de contrato. 
En 2015 mismo año, no solamente se integró al reencuentro de Jeans, con asesoría jurídica, dicho reencuentro pudo hacerse con el nombre original del grupo, al ser liberado por sus dueños, la familia Sirvent Barton. En julio grabaron su disco en vivo Déjà Vu que incluyó sus éxitos más populares y 3 temas inéditos. El grupo hizo oficial su gira del reencuentro, titulada Déjà Vu Tour en 2015.
El reencuentro de Jeans, bajo la batuta de Karla, ha resultado un enorme suceso. Ante eso, junto con sus compañeras actuales, se encuentran estudiando la posibilidad de hacer futuros álbumes inéditos. A principios del 2017 el grupo cambia de nombre oficialmente a JNS. Asimismo, la banda anuncia su nueva gira llamada: Metamorfosis Tour.

### Como solista
En 2013, firmó con Entertainment A&R MEDIA Music, con sede en Los Ángeles, California, para la grabación de su primer álbum que, sería un crossover en inglés producido y dirigido por Arturo G. Álvarez, saliendo a la venta, no sólo en México, también en Estados Unidos, Canadá, Brasil, Israel y Europa, el primer sencillo de Karla llamado "Tell me", con sonidos electrónicos. Al mismo tiempo se estrenó el videoclip del sencillo. En marzo de 2014, Karla lanzó su primer álbum "End of story".

### Otros proyectos
Antes de ingresar al grupo Jeans por primera vez, la cantante ya había participado en la telenovela Agujetas de color de rosa y en diversos comerciales y videos musicales. Empezó una carrera en el modelaje para diversos catálogos de ropa, como en la revista "H" para caballeros en octubre de 2009. En agosto de 2014, se integró como concursante al programa "Soy tu doble" de TV Azteca. En 2015, fue concursante de "La Isla: el reality", donde fue la octava desterrada. En 2020, se unió al exitoso programa de competencia de YouTube La Más Draga como conductora en la tercera temporada del programa. En 2021,

### Pinky Promise
En 2020 durante la pandemia de COVID-19, Karla crea el programa, Pinky Promise donde es entrevistadora y publicita diferentes marcas, el cual es producido por Sensei Media Entertainment y distribuido en la plataforma de video, YouTube. En cada programa Karla invita a diferentes celebridades o con las cuales realiza confesiones, anécdotas, juegos, y retos.